# Castlevania III: Dracula's Curse
Castlevania III: Dracula's Curse (en Japón Akumajō Densetsu 悪魔城伝説 literalmente Leyenda del Castillo Demoniaco) es el nombre del tercer episodio en la serie de videojuegos de Castlevania. Fue publicado por Konami en Japón en 1989 y en Norteamérica en 1990. En Europa, fue publicado por Palcom Software en 1992. Es el último juego de la serie en ser publicado para la consola Nintendo Entertainment System (NES).
Castlevania III: Dracula's Curse es el segundo juego en la cronología oficial de la serie. Tiene como protagonista a Trevor Belmont, ancestro de Simon. De acuerdo con el manual de instrucciones del juego, el episodio toma lugar 215 años antes de los sucesos ocurridos en Castlevania I y Castlevania II: Simon's Quest. Algunos personajes y elementos introducidos por primera vez en este juego se pueden apreciar en sus demás secuelas.
En febrero de 2017 la plataforma de streaming Netflix anuncia la producción de una serie anime basada en este juego, producida por Adi Shankar. En mayo del mismo año se muestra el primer tráiler y se confirma el estreno de la primera temporada para 7 de julio de 2017 y de la segunda para 2018.

## Diseño de juego
Castlevania III abandona los elementos de juego de aventura de su predecesor inmediato y retorna a las raíces de juego de plataforma del primer título de Castlevania. A diferencia de Castlevania, sin embargo, Castlevania III no es estrictamente lineal; el jugador puede elegir tres personajes adyacentes al principal (Trevor) y tiene la oportunidad de elegir más de una ruta por la cual seguir su camino a través del juego. Las elecciones que haga el jugador, tanto de personaje como de ruta, puede tener un gran impacto en el desarrollo del juego y en su final. Son 15 escenarios en total.
Hay dos rutas principales a través de los 15 escenarios del juego. El segundo escenario es una excursión opcional para seleccionar uno de los tres personajes adyacentes. En la ruta principal se encuentra una conexión al tercer escenario. Cada ruta tiene nueve escenarios en total. La ruta superior lleva al jugador a través del lago al puente principal, entrando al castillo de Dracula
a través de la puerta frontal, considerada como la ruta más fácil de las dos. La ruta inferior lleva al jugador a través de túneles subterráneos y áreas cavernosas, eventualmente escalando el acantilado debajo del castillo, considerada más difícil que la ruta superior. La ruta inferior presenta una corta extensión del escenario 6.

## Trama
Es el año 1476 y el conde Drácula ha empezado a devastar Europa con un ejército de monstruos. El clan Belmont, familia de cazavampiros, una vez exiliados de Wallachia, son llamados a la acción por la Iglesia. Esta temía al superpoder de los Belmont, pero con Drácula amenazando con sumergir a Europa en la oscuridad no les quedó más opción que llamar a Trevor Belmont, el actual poseedor del Vampire Killer.
Acompañando a Trevor en su misión para derrotar a Drácula están: Sypha Belnades, una joven sacerdotisa, de débil poder físico, pero con poderosos conjuros mágicos a su disposición; Grant DaNasty, un pirata capaz de trepar paredes y cambiar de dirección en el aire (una rara habilidad en los primeros juegos de la serie); y Alucard, hijo de Drácula, un Vampiro con la habilidad de convertirse en murciélago y escupir bolas de fuego, que se une a esta cruzada por motivos personales.
Trevor y sus compañeros cruzan los campos de Transilvania derrotando a los monstruos de Drácula y, por último, matando a Drácula. Una vez muerto su padre, Alucard cae en un estado de hibernación autoinducido dándose cuenta de que sus poderes serían una amenaza para la Humanidad. Grant DaNasty supervisa la reconstrucción de la ciudad de Wallachia después de que la batalla ha terminado. Trevor y Sypha contraen matrimonio una vez que la paz llega a la región.